# Neoisodiplosis longisaetosa
Neoisodiplosis longisaetosa är en tvåvingeart som beskrevs av Holz 1970. Neoisodiplosis longisaetosa ingår i släktet Neoisodiplosis och familjen gallmyggor.
Artens utbredningsområde är Tyskland. Inga underarter finns listade i Catalogue of Life.